# Provincia de Víborg y Nyslott

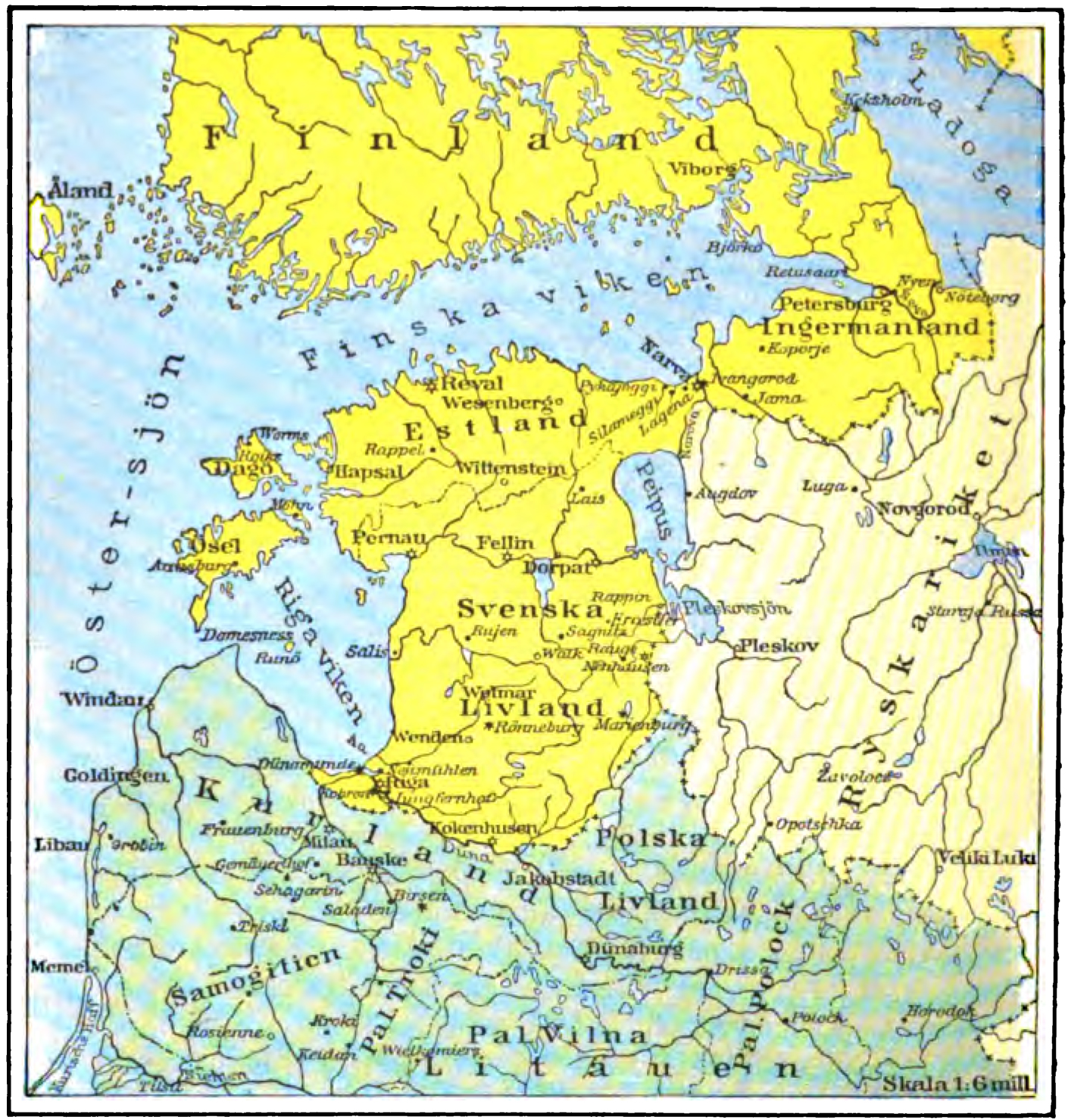
Provincias del Imperio sueco alrededor del golfo de Finlandia en el.

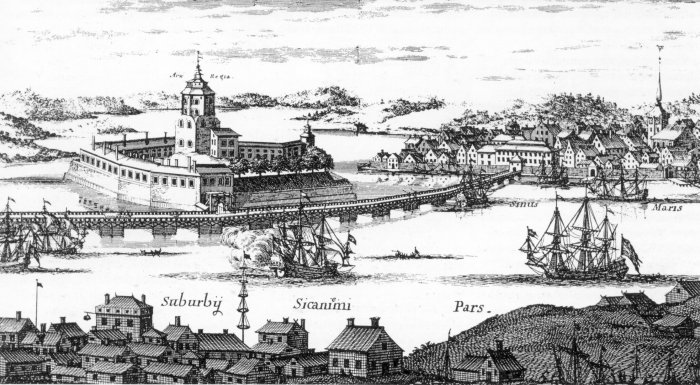
Un grabado del Castillo de Víborg, en Suecia antiqua et hodierna.

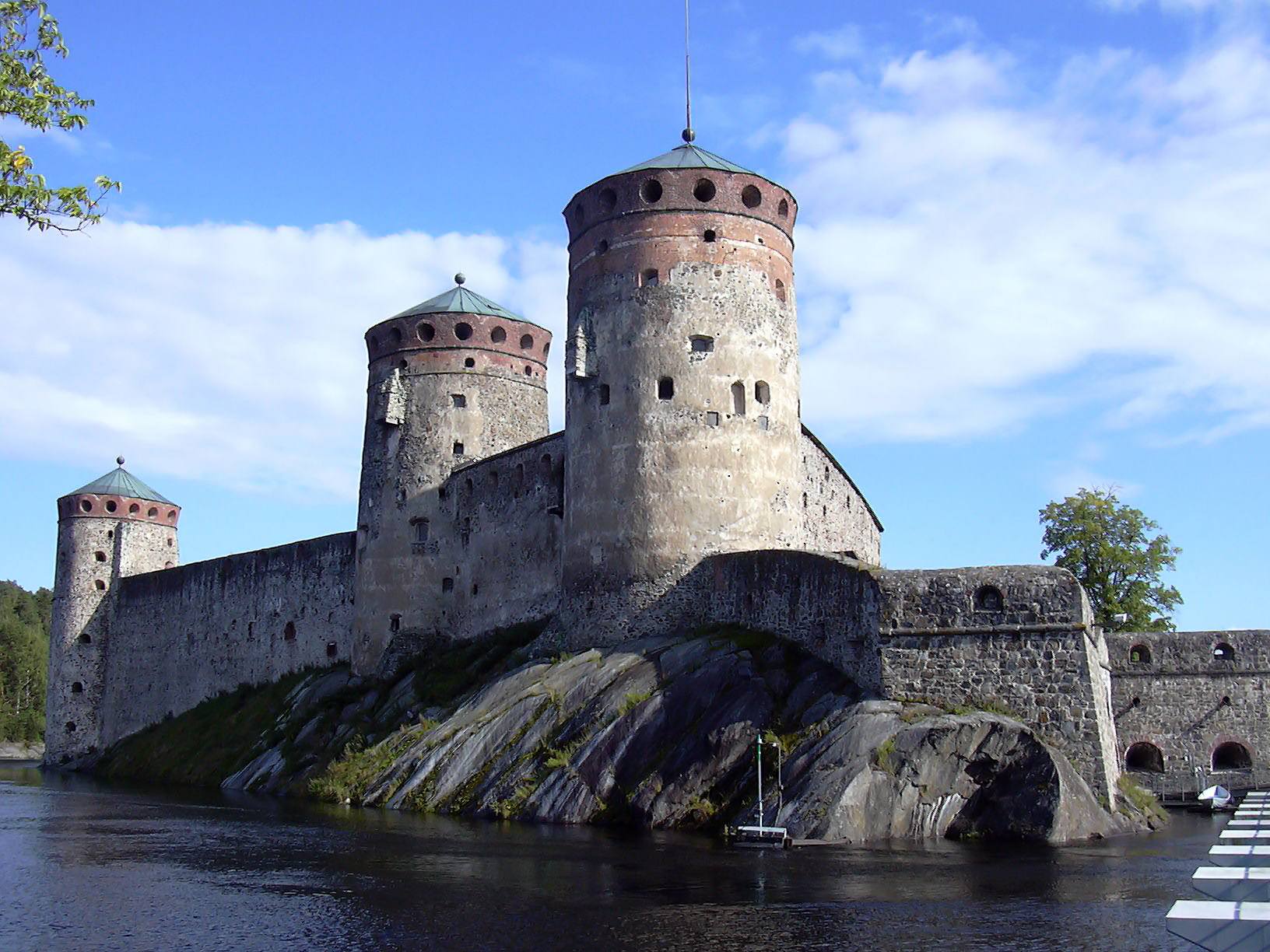
Una fotografía del castillo de St. Olaf en Nyslott.

Víborg y Nyslott (en sueco: Viborgs och Nyslotts län, en finés: Viipurin ja Savonlinnan lääni) fue un provincia del Imperio sueco de 1634 a 1721. La provincia recibió el nombre de las ciudades-castillo de Víborg (finés: Viipuri) y Nyslott (finés: Savonlinna, literalmente Castillo Nuevo), hoy ubicadas en las ciudades de Víborg en Rusia y Savonlinna en Finlandia.
La entidad se estableció en 1634 como la provincia de Carelia (sueco: Karelens län, finls: Karjalan lääni), pero en 1641 la provincia de Nyslott (sueco: Nyslotts län, finés: Savonlinnan lääni) se separó y se convirtió en una entidad distinta. El resto de la provincia de Carelia ahora se llamó provincia de Víborg. En 1650, ambas provincias se unieron nuevamente como Víborg y Nyslott.
Después de la Gran Guerra del Norte, las partes del sudeste de la provincia fueron cedidas a Rusia en 1721, y el territorio que quedó se reconstituyó en la provincia de Kymmenegård y Nyslott (sueco: Kymmenegårds och Nyslotts län, finés: Savonlinnan ja Kymenkartanon lääni), con partes del norte y del occidente de la provincia de Kexholm. En 1743, tras un nuevo conflicto, parte de esta provincia también fue cedida a Rusia en el tratado de Åbo. Las partes cedidas de las provincias de Víborg-Nyslott y de Kexholm fueron al principio parte de la gobernación de San Petersburgo, pero en 1744 se reconstituyeron con nuevas conquistas en la gobernación de Víborg de Rusia, que también se conoció como Vieja Finlandia. El resto de la provincia de Kymmenegård y Nyslott se unió con algunas partes de la provincia de Nyland y Tavastehus en 1747 en la provincia de Savonia y Kymmenegård.
Después de la victoria rusa en la Guerra finlandesa en 1809, Suecia cedió todo su territorio en Finlandia a Rusia por el tratado de Fredrikshamn. Como parte del Imperio ruso, Finlandia se convirtió en un gran ducado separado. En 1812, Rusia convirtió los territorios de la gobernación de Víborg en parte del nuevo Gran Ducado de Finlandia como provincia de Viipuri.

## Gobernadores
- Åke Eriksson Oxenstierna (1634-1637)
- Erik Gyllenstierna (1637-1641)
- Karl Mörner (1641-1644, provincia de Víborg)
- Johan Rosenhane (1644-1650, provincia de Víborg)
- Herman Fleming (1641-1645, provincia de Nyslott)
- Mikael von Jordania (1645-1650, provincia de Nyslott)
- Johan Rosenhane (1650-1655)
- Axel Axelsson Stålarm (1655-1656)
- Anders Koskull (1656-1657)
- Erik Kruse (1657-1658)
- Jakob Törnsköld (1658-1667)
- Conrad Gyllenstierna (1667-1674)
- Fabian Wrede (1675-1681)
- Carl Falkenberg (1681-1686)
- Anders Lindhielm (1689-1704)
- Georg Lybecker (1705-1712)